# Mesembrius aduncatus
Mesembrius aduncatus är en tvåvingeart som beskrevs av Li 1995. Mesembrius aduncatus ingår i släktet Mesembrius och familjen blomflugor. Inga underarter finns listade i Catalogue of Life.